# Буснежье
Бусне́жье (бел. Буснежжа) — небольшое пойменное озеро в Гомельской области Беларуси, расположенное недалеко от деревни Копань (примерно 1,4 км на юго-запад), Речицкий район (примерно в 5 км на восток от города Речица).

## География
От водоёма отходят две протоки, соединяющиеся с двумя старичными озёрами: на севере — с озером Гадынь, на юго-востоке — с озером Долгое. Из западной части озера Буснежье вытекает речка Жерель — приток Днепра.

## Описание
Окружающая местность преимущественно равнинная, местами холмистая, поросшая кустарником и редколесьем, большей частью болотистая. К востоку от озера расположен обширный лесной массив.